# Fracció irreductible
Una fracció irreductible, o irreduïble, és una fracció en la qual el numerador o el denominador són nombres coprimers, és a dir que no tenen cap divisor comú. Per tant, una fracció és irreductible quan el màxim comú divisor del numerador i denominador és 1.
Tota fracció reductible (no irreductible) és equivalent a una única fracció irreductible (amb denominador positiu).

## Exemples
{\displaystyle {\frac {120}{90}}={\frac {12}{9}}={\frac {4}{3}}\,.}
En el primer pas ambdós nombres són dividits per 10, que és un divisor comú tant pel 120 com pel 90. Al segon pas els nombres són dividits per 3. El resultat final 4/₃ és una fracció irreductible atès que 4 i 3 no tenen cap divisor comú diferent a 1.
La fracció original també podia haver estat reduïda en un sol pas utilitzant el màxim comú divisor per a 90 i 120, que és 30:
{\displaystyle {\frac {120}{90}}={\frac {4}{3}}\,.}
La fracció calculada és l'unica fracció irreductible equivalent a la fracció {\displaystyle 120/90}.